# La Parole donnée
Pour les articles homonymes, voir Parole (homonymie).
Pour plus de détails, voir Fiche technique et Distribution.
La Parole donnée (O Pagador de Promessas) est un film dramatique brésilien réalisé par Anselmo Duarte, sorti en 1962, et adapté de la pièce éponyme de Alfredo Dias Gomes.
C'est le seul film brésilien à avoir remporté la Palme d'Or, le premier prix du Festival de Cannes, en France. En novembre 2015, le film est inclus à la 9e place de la liste établie par l'Association brésilienne des critiques de cinéma (Abraccine) des 100 meilleurs films brésiliens de tous les temps.

## Synopsis
Zé do Burro (Leonardo Villar) est un petit propriétaire terrien du Nordeste dont le meilleur ami est un âne. Lorsque son âne tombe gravement malade, à la suite de la chute de la foudre, Zé promet à une prêtresse du Candomblé que si son âne se rétablit, il donnera ses terres aux pauvres et portera une croix, « aussi lourde que celle du Christ », depuis sa ferme jusqu'à l'Église Sainte-Barbe à  Salvador de Bahia, où il l'offrira au prêtre local, le jour de la fête de la sainte. Dès la guérison de son âne, Zé entreprend son voyage.
Le film commence quand Zé, suivi de sa femme Rosa, (Glória Menezes), arrive devant l'église. Le prêtre local (Dionisio Azevedo) refuse d'accepter la croix dès qu'il entend Zé dire qu'il en a fait la promesse à Iansã, la déesse afro-brésilienne des vents, maîtresse des tempêtes et de la foudre. Tout le monde tente alors de tirer profit de la naïveté de  Zé. Ainsi, les fidèles du candomblé, organisés en groupe de capoeira veulent l'utiliser comme leader contre la discrimination dont ils souffrent de la part de l’Église catholique. Quant à la télévision et aux journaux à sensation, ils transforment sa promesse de donner sa terre en un appel « communiste » en faveur de la réforme agraire (qui demeure une question très controversée au Brésil). Lorsque, à la suite d'une échauffourée sur le parvis de l'église, Zé est abattu, peut-être par la police, pour l'empêcher d'entrer dans l'église, les fidèles du Candomblé mettent son corps sur la croix et forcent l'entrée de l'église, alors que le reste de la foule abandonne la place.

## Fiche technique
- Titre : La Parole donnée
- Titre original : O Pagador de Promessas
- Réalisation : Anselmo Duarte
- Scénario : Anselmo Duarte et Dias Gomes
- Production : Oswaldo Massaini
- Société de Production : Cinedistri
- Musique : Gabriel Migliori
- Photographie : H.E. Fowle
- Montage : Carlos Coimbra
- Pays d'origine :  Brésil
- Format : Noir et blanc - Mono
- Genre : Film dramatique
- Durée : 98 minutes
- Date de sortie : 1962
- Affiche : Constantin Belinsky (France)

## Distribution
- Leonardo Villar : Zé do Burro
- Glória Menezes : Rosa
- Dionísio Azevedo : Olavo, le prêtre
- Geraldo Del Rey : Bonitao
- Roberto Ferreira : Dede

## Récompenses et distinctions
- Palme d'or du Festival de Cannes 1962
- Prix spécial du jury du Festival international du film de Carthagène 1962
- Golden Gate Award et Prix de la meilleure musique de film au Festival du film de San Francisco 1962
- Nommé à l'Oscar du meilleur film international en 1963